# Pitt Street
Pitt Street est une rue de Sydney en Australie.

## Situation et accès
Elle est principalement connue pour sa section piétonne, Pitt Street Mall, qui est l'espace commercial le plus cher d'Australie et le 10e le plus cher au monde en 2013.

## Origine du nom
La rue est nommée d'après le premier ministre William Pitt le Jeune.

## Bâtiments remarquables et lieux de mémoire
- Belmore Park